# Michaela Eckl
Michaela Eckl (heute Michaela Henry) (* 25. April 1980 in München) ist eine deutsche Beachvolleyball- und Volleyballspielerin.

## Karriere
Michaela Eckl begann mit dem Volleyball als Achtjährige bei der DJK Taufkirchen (heute SV-DJK Taufkirchen). Nach der ersten Südbayerischen Vizemeisterschaft 1991 folgten eine Teilnahme am Bundesspielfest der weiblichen E-Jugend 1992 und Teilnahmen an den Deutschen Jugendmeisterschaften im C-, B- und A-Jugend Bereich mit einem achten Platz als bester Platzierung. Außerdem erreichte Eckl zweimal das Bundesfinale „Jugend trainiert für Olympia“ mit dem Gymnasium Unterhaching. Ihre erste nennenswerte Beachplatzierung in der Jugend erreichte Michaela Eckl mit dem dritten Platz bei den Deutschen A-Jugend-Meisterschaften 1998. Nach einigen Jahren in den Erwachsenenmannschaften Taufkirchens spielte Eckl zum ersten Mal in der Saison 2000/01 beim TSV Sonthofen, für den sie in der Regionalliga aufschlug. Nach einem Intermezzo beim ASV Dachau wechselte die Medizinstudentin 2005 mit ihrer damaligen Beachpartnerin Nicole Aures zurück nach Sonthofen, mittlerweile spielte der TSV in der Zweiten Bundesliga.
Nun begann die erfolgreichste Zeit von Michaela Eckl. Mit ihrer neuen Beachpartnerin Mireya Kaup gelangen ihr auf der FIVB World Tour 2006 Siege in der Country quota u. a. gegen die Beach-Europameisterinnen Sara Goller und Laura Ludwig, die deutschen Beach-Meisterinnen Katrin Holtwick und Ilka Semmler und die mehrfache Olympiateilnehmerin Susanne Lahme und Geeske Banck. Bei den Turnieren in Marseille und Modena erreichten Eckl/Kaup das Hauptfeld, in Modena landeten sie auf Platz 13. Auf mehreren CEV-Turnieren erreichten die beiden einstellige Tabellenplätze, die beste Platzierung mit dem fünften Platz in der Türkei in Alanya. Die Teilnahme an der Europameisterschaft in Den Haag rundete eine erfolgreiche Beach-Saison 2006 ab. Im Anschluss daran gelang mit dem TSV Sonthofen in der Halle der Aufstieg in die Bundesliga. Die Kapitänin spielte anschließend noch eine Saison in der 1. Liga.
Nach ihrer Hochzeit mit dem ehemaligen Lohhofer Volleyballer Oliver Henry und der Geburt ihres Kindes spielt Volleyball im Leben von Michaela Henry nur noch eine untergeordnete Rolle, was sie allerdings nicht daran hinderte, auf regionaler Ebene erfolgreich zu sein – u. a. bei den Bayerischen Indoormeisterschaften 2010 im Beachvolleyball. 2011 war die Außenangreiferin auch wieder im Hallenvolleyball aktiv. Sie gehörte in der Rückrunde der zweiten Liga Süd zum Kader der DJK Augsburg-Hochzoll. Anschließend konzentrierte sich die gebürtige Münchnerin jedoch ausschließlich auf die Spiele im Sand. Mit ihrer Partnerin Sabine Schulz erreichte sie bei der bayerischen Beachvolleyballmeisterschaft 2011 das Finale. Zwei Jahre später siegten die beiden Sportlerinnen aus Unterschleißheim. Sie qualifizierten sich ebenso für die Deutsche Meisterschaft 2012, bei der sie Dreizehnte wurden wie auch für die DM 2013, bei der sie den neunten Platz belegten. Für die Teilnahme daran hatten sich Henry/Schulz unter anderem durch das Erreichen des Finales beim Smart Beach Cup in Köln die notwendigen Punkte gesichert. Bei der DM 2014 landeten Henry/Schulz erneut auf Platz 13.